# Publio Mucio Escévola
Publio Mucio Escévola (en latín: Publius Mucius Scaevola; 180 a. C.-115 a. C.), fue un senador, militar y jurisconsulto romano. Fue cónsul de la República romana en el año 133 a. C. junto con Lucio Calpurnio Pisón Frugi. Pomponio, en el Enchiridion, considera a Publio Mucio Escévola, junto a los juristas Manio Manilio y Marco Junio Bruto, como uno de los creadores del Ius Civile (Derecho Civil, siglos II-I a. C.).

## Biografía
Político romano de la prestigiosa familia de los Escévola, probablemente hijo del cónsul del año 175 a. C. Publio Mucio Escévola. 
Fue tribuno de la plebe en 141 a. C., año en que encausó a Lucio Hostilio Túbulo por mala administración como pretor. En el 136 a. C. fue pretor urbano y el 133 a. C. fue cónsul con Lucio Calpurnio Pisón Frugi, año en el cual el tribuno de la plebe Tiberio Sempronio Graco perdió la vida. 
No solo fue partidario de la reforma agraria de este último, sino que se convirtió en uno de sus consejeros, según se puede leer en las Vidas Paralelas de Plutarco:

Mas no dictó (Tiberio) por sí solo la ley, sino que tomó consejo de los ciudadanos más distinguidos en autoridad y en virtud, entre ellos de Craso el Pontífice máximo, de Mucio Escévola el Jurisconsulto, que era cónsul en aquel año, y de Apio Claudio, su suegro.

Al presentar Tiberio su candidatura a un nuevo tribunado, hecho sin precedentes en la República Romana, contrario al mos maiorum, que fue calificado por muchos como un primer paso hacia la tiranía, la mayor parte de los senadores (incluso algunos de los partidarios de la reforma) se mostraron dispuestos a actuar contra Tiberio Graco. Si bien Mucio Escévola desautorizó al tribuno, se negó al uso de la violencia contra él. Sin embargo, no pudo evitar que el día de las elecciones los senadores más exaltados, dirigidos por Escipión Nasica y armados con mazas y estacas, atacaran al tribuno y lo asesinaran.  Para evitar un conflicto civil, apoyó que no se castigase a los asesinos de Graco, que habían violado la figura sacrosanta de la magistratura tribunicia, a cambio de que se aceptase seguir desarrollando la reforma agraria.
Fue elegido Pontífice en el año 130 a. C., en reemplazo de su hermano Publio Licinio Craso Dives Muciano. 
Cicerón afirma que desde los primeros tiempos de la historia de Roma hasta el tiempo de Publio Mucio, era costumbre que el Pontifex Maximus pusiera por escrito en una tablilla todos los eventos de cada año, y la exponía en su casa para la inspección pública; los llamados Annales Maximi. 
Fue un abogado destacado y se destacó por su conocimiento del Ius Pontificium. Era destacado también por su habilidad en el juego de tablero llamado Duodecim Scripta. De acuerdo con Tito Pomponio Ático escribió diez libretos (libelli) sobre materias legales. Varios juristas lo mencionan como referencia.
Su hijo Quinto Mucio Escévola fue también un reconocido jurisconsulto.